# Alleuze
Alleuze (okzitanisch: Aleusa) ist ein zentralfranzösischer Ort und eine Gemeinde mit 225 Einwohnern (Stand 1. Januar 2022) im Département Cantal in der Region Auvergne-Rhône-Alpes.

## Lage
Der Ort Alleuze liegt in einer Höhe von ca. 870 m ü. d. M. am gleichnamigen Fluss Alleuze, der nur wenige Kilometer später in die Truyère einmündet. Die Entfernung nach Saint-Flour beträgt nur ca. 12 km (Fahrtstrecke) in nördlicher Richtung.

## Bevölkerungsentwicklung
| Jahr                       | 1800 | 1851 | 1901 | 1954 | 1999 | 2013 |
| Einwohner                  | 895  | 589  | 507  | 323  | 193  | 209  |
| Quellen: Cassini und INSEE |      |      |      |      |      |      |

Der Bevölkerungsrückgang im 20. Jahrhundert resultiert im Wesentlichen aus dem Mangel an Arbeitsplätzen infolge der Mechanisierung der Landwirtschaft.

## Wirtschaft
Der Ort Alleuze diente jahrhundertelang den ausschließlich landwirtschaftlich orientierten und sich selbstversorgenden Weilern (hameaux) und Einzelgehöften in der Umgebung als Handwerks-, Handels- und Dienstleistungszentrum. Seit der Mitte des 20. Jahrhunderts spielt der Tourismus in Form der Vermietung von Ferienwohnungen (gîtes) eine nicht unbedeutende Rolle für das Wirtschaftsleben des Ortes.

## Geschichte
Über die Geschichte des Ortes ist nur wenig bekannt. In der Zeit des Hundertjährigen Krieges (1337–1453) wurden Burg und Kirche stark in Mitleidenschaft gezogen. Auch im Verlauf des Hugenottenkrieges (1562–1598) erlitt zumindest die Burg erneute Beschädigungen.

## Sehenswürdigkeiten

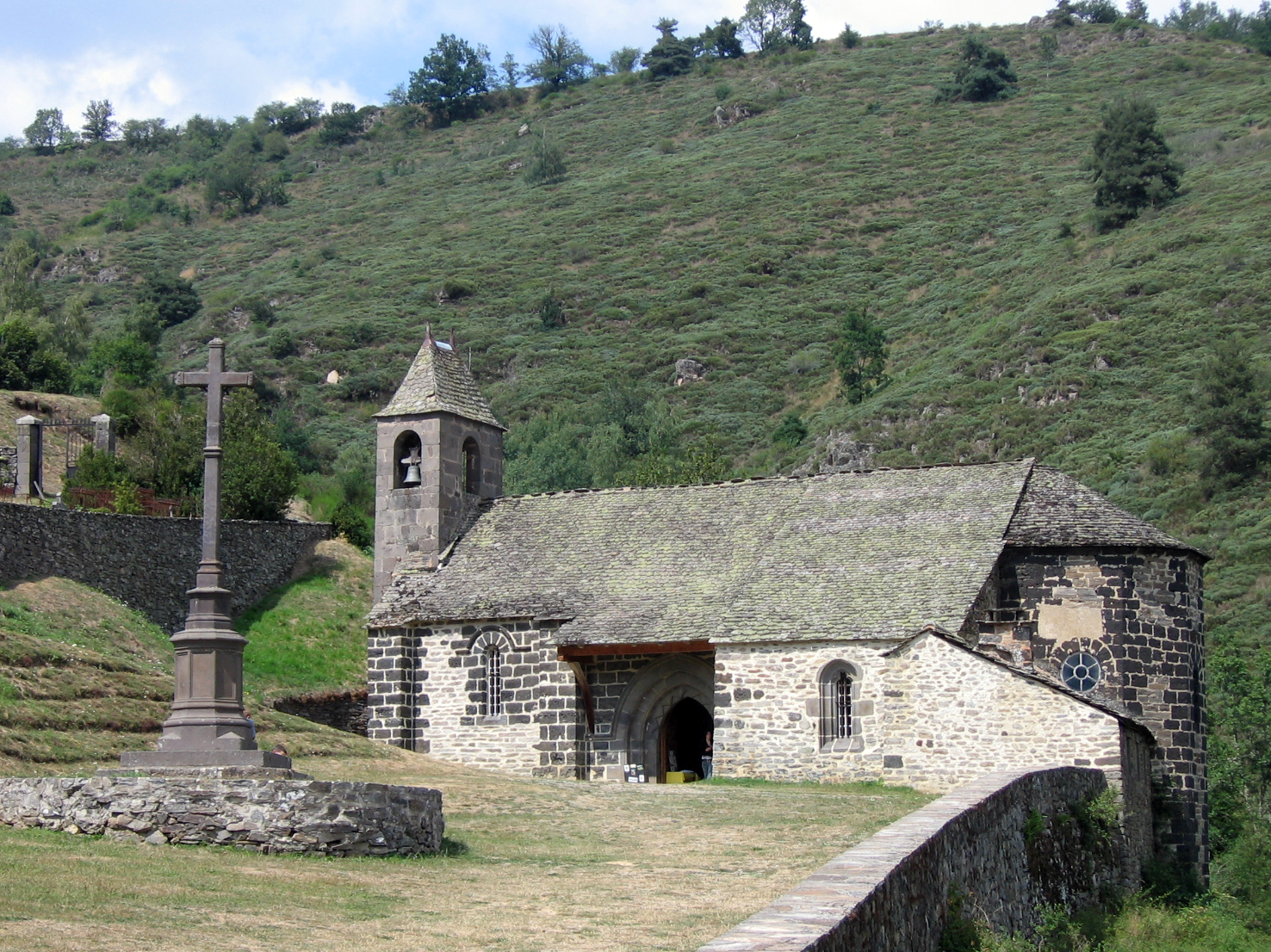
Kirche Saint-Illide

- Das auf einer Hügelkuppe stehende Château d’Alleuze überragt den Ort. Es wurde im 14. Jahrhundert als militärischer Vorposten der Stadt Saint-Flour erbaut und gehörte den Bischöfen von Clermont. Doch bereits wenige Jahre später fiel es im Hundertjährigen Krieg in die Hände der Engländer bzw. von mit ihnen verbündeten Wegelagerern. Bei oder nach deren Vertreibung wurde es im Jahr 1405 von den Einwohnern von Saint-Flour in Brand gesetzt, doch wenige Jahre später (1411) wiederaufgebaut. Im Jahr 1575 bemächtigten sich die Hugenotten der Burg. Architektonisch besteht sie aus einem mehrgeschossigen Donjon als Kernbau, der von vier Rundtürmen umgeben ist. Die Burgruine wurde im Jahr 1927 als Monument historique anerkannt.[1]
- Auf einem Nachbarhügel steht die Kirche Saint-Illide, ein Bau aus dem 11. oder 12. Jahrhundert, der jedoch im Jahr 1390 von marodierenden Soldaten weitgehend zerstört und erst zu Beginn des 15. Jahrhunderts wiederaufgebaut wurde; nur die Apsis entspricht noch dem Originalzustand. Das mehrfach gestufte Eingangsportal befindet sich auf der Südseite. Das Kirchenschiff hat eine Holzdecke; das Dach ist mit Steinschindeln (lauzes) gedeckt. Der im 19. Jahrhundert um einen Westturm erweiterte Bau ist seit dem Jahr 1927 als Monument historique anerkannt.[2]